# Parti radical (Italie)
Pour les articles homonymes, voir Parti radical.
Le Parti radical (en italien : Partito Radicale, PR) est un parti politique italien de centre gauche, anticlérical, social-libéral et libertarien actif entre 1955 et 1989.

## Histoire

### Fondation
Fondé par Mario Pannunzio comme une dissidence laïque et sociale du Parti libéral italien (PLI), le « Parti radical des libéraux et des démocrates italiens » (PRLDI) reste initialement dans les limbes de la politique italienne. Il n'emporte ainsi aucun parlementaire durant ses 20 premières années d'existence, ne présentant aucun candidat aux élections de 1963 et 1972.

### L'ère Pannella

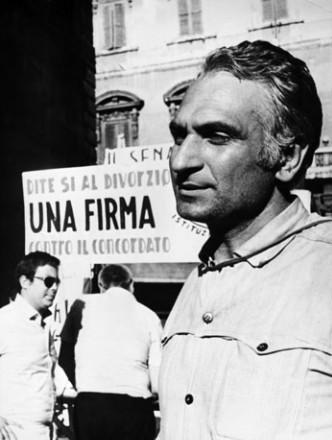
Marco Pannella en campagne contre l'abrogation de la loi sur le divorce en 1974.

Sous l'autorité de Marco Pannella, figure tutélaire du parti, celui-ci s'affirme ensuite comme un mouvement libertaire et non-violent attaché à la défense des droits fondamentaux.
En 1976, le parti obtient quatre députés  à la septième législature : Adele Faccio, Emma Bonino, Mauro Mellini et Marco Pannella.
Il réalise son premier coup d'éclat en 1978, lorsqu'il parvient à convoquer deux référendums abrogatifs sur la loi relative à l'ordre public et sur le financement public des partis politiques. Les électeurs italiens rejettent finalement ces deux propositions.
L'année suivante, les élections générales anticipées de juin 1979 sont un succès pour le Parti radical, qui réunit plus de 3 % des voix à la Chambre des députés, obtenant un total de 20 parlementaires. Le résultat est confirmé aux élections européennes tenues une semaine plus tard, où il obtient son record absolu en voix.

### La fin de l'activité partisane
Le PR reflue ensuite et tourne autour d'un million de suffrages favorables. Avec le Parti communiste italien et le Mouvement social italien – Droite nationale, il siège continuellement dans l'opposition aux différents gouvernements de coalition dominés par la Démocratie chrétienne. 
Lors du congrès de 1989, qui se tient à Budapest, le parti décide de renoncer à toute compétition électorale afin de promouvoir des projets citoyens transpartisans. Il se renomme alors « Parti radical transnational et transpartisan » et se transforme en ONG.

### La naissance des Radicaux
En juillet 2001, quelques mois après la victoire de Silvio Berlusconi aux élections générales, le « comité radical » se réunit à Rome et valide la création d'un nouveau parti qui prend le nom de « Radicaux italiens ».

## Idéologie
Parti anticlérical, le parti se plaçait résolument à gauche de l'échiquier politique. Œuvrant pour l'unité de tous les partis de la gauche italienne et proposant l'adoption d'un système électoral à l'américaine basé sur le scrutin majoritaire à un tour et la transformation des institutions italiennes vers un système présidentiel), il était rejeté par certains secteurs de la gauche elle-même, notamment ceux liés au Parti communiste italien, en raison du fort soutien des radicaux à l'anticommunisme, au libéralisme économique et à la croyance dans les libertés sociales, religieuses, politiques, économiques et sexuelles. Le parti était également connu pour sa forte croyance en la démocratie directe et notamment pour sa promotion des référendums. 

## Résultats électoraux

### Élections générales
| Année | Chambre des députés | Chambre des députés | Sénat de la République | Sénat de la République | Rang | Gouvernement        |
| Année | %                   | Mandats             | %                      | Mandats                | Rang | Gouvernement        |
| ----- | ------------------- | ------------------- | ---------------------- | ---------------------- | ---- | ------------------- |
| 1958  | 1,37                | 0 / 630             | 1,39                   | 0 / 315                | 9e   | Extra-parlementaire |
| 1963  | 0,00                | 0 / 630             | 0,00                   | 0 / 315                | –    | Extra-parlementaire |
| 1968  | 0,01                | 0 / 630             | 0,00                   | 0 / 315                | 26e  | Extra-parlementaire |
| 1972  | 0,00                | 0 / 630             | 0,00                   | 0 / 315                | –    | Extra-parlementaire |
| 1976  | 1,07                | 4 / 630             | 0,00                   | 0 / 315                | 9e   | Opposition          |
| 1979  | 3,45                | 18 / 630            | 1,32                   | 2 / 315                | 6e   | Opposition          |
| 1983  | 2,19                | 11 / 630            | 1,76                   | 1 / 315                | 8e   | Opposition          |
| 1987  | 2,56                | 13 / 630            | 1,77                   | 3 / 315                | 7e   | Opposition          |

### Élections européennes
| Année | %    | Mandats | Rang | Groupe |
| ----- | ---- | ------- | ---- | ------ |
| 1979  | 3,67 | 3 / 81  | 6e   | CDI    |
| 1984  | 3,42 | 3 / 81  | 7e   | NI     |